# José Eladio Jimeno
José Eladio Jimeno Oña (Santander, 7 de abril de 1939-San Sebastián, 21 de marzo de 2024) fue un pintor español.

## Biografía
Nació en Santander en 1939. Estudió en la Escuela de Peritos y en la Normal del Magisterio de Santander. Y en 1967 se trasladó a San Sebastián.

### Trayectoria profesional
Comenzó su vida profesional como profesor de dibujo en diferentes centros de Cantabria, Galicia y Vizcaya. En 1967 se trasladó a San Sebastián, donde profesionalmente trabajó como delineante en el Ministerio de la Vivienda.

### Trayectoria artística
Pintor autodidacta, compaginó estudios y trabajo con la pintura aunque fue después de instalarse en San Sebastián cuando comenzó a dedicarse a fondo a la expresión artística.
Desde 1974 ha expuesto numerosas veces. Exposiciones individuales de este artista son: en 1974 en Galería Penélope de Fuenterrabía y Sala del antiguo Ministerio de Información y Turismo (San Sebastián), en 1975 presenta "Homenaje al Poeta Montañés Jesús Cancio" en Santander, en 1976 expone en la donostiarra Galería Echeverría y en Galería Medievo (Fuenterrabía), "Homenaje al Poeta Montañés Jesús Cancio" en Comillas, en la Galería Lorca (Bilbao) y en la Sala de la Caja de Ahorros Municipal de Vitoria. Vuelve en 1977 a la Galería Echeverría y al año siguiente expone en Galería Dintel (Santander). En 1979 en Galería Altamira (Gijón) y en Cuenca.
En 1980 expuso en el Museo de San Telmo, la Galería Dintel de Santander y la Sala Ttopara de Fuenterrabía, además su exposición "San Sebastián en dibujos de Eladio Jimeno" recorre las localidades de San Sebastián, Mondragón, Beasáin y Zumárraga. En Zarauz expone en la Galería Kayua en 1981 y en 1982 su obra se presenta en la Casa de España de Nueva York y la Biblioteca de la Fordham University. Lincoln Center de esa misma ciudad. Ese mismo año expone en Galería Estudio de San Sebastián y presenta WSan Sebastián en dibujos de Eladio Jimeno?" en Azpeitia. Expone en 1987 en San Sebastián, en 1988 en Oviedo (Galería Norte) y en 1989 en Sevilla (Galería Doble Cero).
En los años 90 realiza dos exposiciones: en Galería Murillo de Oviedo (1990) y Sala de Arte del Ayuntamiento de Ribadesella (1991).
Desde el año 2002 formó parte de la Agrupación de Acuarelistas Vascos. También ha participado en varias exposiciones colectivas como por ejemplo la Exposición colectiva Agrupación de Acuarelistas Vascos de 2003, 2004 y 2005.
En 2005 expone individualmente en la Sala Amaia del Ayuntamiento de Irun y la Sala Kera de San Sebastián. En 2006 expone en la Sala Boulevard Kutxa también en San Sebastián.
En el año 1981, propuso a la población de Tazones, lugar en el que veraneaba, organizar un certamen de pintura que denominaron “Puerto de Tazones”.
Kutxa Fundazioa, los museos de Bellas Artes de Vitoria y Santander y San Telmo cuentan con obra suya en sus respectivas colecciones.

## Obra
Es autor y propietario de una importante obra pictórica compuesta por óleos, acuarelas, pasteles, plumillas y dibujos, entre los cuales se retratan distintos paisajes donostiarras y guipuzcoanos. Son muy conocidas una serie de plumillas suyas con distintos paisajes y edificios donostiarras.
Su obra puede hallarse en varios museos y colecciones: Museo de Bellas Artes de Santander, Museo de Bellas Artes de Vitoria, Museo de San Telmo de San Sebastián, Kutxa, Banco de Santander, Banco Exterior de España y Diputación Foral de Guipúzcoa.

#### Donación de su obra
En 2017 donó su colección particular a la Diputación Foral de Álava, con la única condición de que la institución foral editara un catálogo que recogiera su obra. La colección está integrada por un total de 483 obras pictóricas originales, de las que 62 son óleos y 421 son obras que responden a diversas técnicas (dibujo, acuarela, tinta, pastel, y mixta). Sus obras están en el Centro Gordailua de Irun. Además del valor artístico consustancial, la obra pictórica aporta valores documentales y patrimoniales muy precisos, al haber recogido el autor ciertos lugares, edificios y elementos arquitectónicos, que posteriormente han desaparecido por derribo o cambio urbanístico”.